# UCI Africa Tour 2013
De UCI Africa Tour 2013 is de negende uitgave van de UCI Africa Tour, een van de vijf Continentale circuits op de wielerkalender 2013 van de UCI. Deze competitie loopt van 3 oktober 2012 tot en met 14 juni 2013.
Dit is een overzichtspagina met klassementen, ploegen en de winnaars van de belangrijkste wedstrijden van de UCI Africa Tour in 2013.

## Uitslagen alle wedstrijden
Zijn opgenomen in deze lijst: alle wedstrijden van de UCI Africa Tour-kalender van de categorieën 1.HC, 1.1, 1.2, 2.HC, 2.1 en 2.2.

### Januari
| Datum | Wedstrijd                 | Categorie | Winnaar     | Etappewinnaars |
| ----- | ------------------------- | --------- | ----------- | --- |
| 14-20 | La Tropicale Amissa Bongo | 2.1       | Yohann Gène | \| 1 \| Fréderique Robert \| \| 2 \| Andrea Palini \| \| 3 \| Gert Dockx \| \| 4 \| Adrien Petit \| \| 5 \| Fréderique Robert \| \| 6 \| Yohann Gène \| \| 7 \| Gert Dockx \| |
|       |                           |           |             | |
| 1     | Fréderique Robert         |           |             | |
| 2     | Andrea Palini             |           |             | |
| 3     | Gert Dockx                |           |             | |
| 4     | Adrien Petit              |           |             | |
| 5     | Fréderique Robert         |           |             | |
| 6     | Yohann Gène               |           |             | |
| 7     | Gert Dockx                |           |             | |

### Februari
| 1 | Mekseb Debesay       |
| 2 | Abdelbasset Hannachi |

| 1 | Mekseb Debesay            |
| 2 | Tesfay Abraha Habtemarian |
| 3 | Abdelbasset Hannachi      |
| 4 | Merhawi Kudus             |

### Maart
| 1 | Stefan Schumacher    |
| 2 | Serhiy Grechyn       |
| 3 | Abdelbasset Hannachi |
| 4 | Kit Gilham           |
| 5 | Víctor de la Parte   |

| 1 | Constantino Zaballa  |
| 2 | Abdelbasset Hannachi |
| 3 | Georgios Karatzios   |

| 1 |                 |
| 2 | Toms Skujiņš    |
| 3 | Hichem Chaabane |

| 1  | Essaïd Abelouache        |
| 2  | Mathieu Perget           |
| 3  | Morten Høberg            |
| 4  |                          |
| 5  | Essaïd Abelouache        |
| 6  | Ahmet Örken              |
| 7  | Mateusz Komar            |
| 8  | Daniele Aldegheri        |
| 9  | Javier Francisco Cantero |
| 10 | Soufiane Haddi           |

### April
| Datum | Wedstrijd          | Categorie | Winnaar       | Etappewinnaars |
| ----- | ------------------ | --------- | ------------- | --- |
| 17-21 | Mzansi Tour        | 2.2       | Robert Hunter | \| 1 \| Julien Antomarchi \| \| 2 \| Robert Hunter \| \| 3 \| Mauro Abel Richeze \| \| 4 \| Mauro Abel Richeze \| \| 5 \| Dylan Girdlestone \| |
|       |                    |           |               | |
| 1     | Julien Antomarchi  |           |               | |
| 2     | Robert Hunter      |           |               | |
| 3     | Mauro Abel Richeze |           |               | |
| 4     | Mauro Abel Richeze |           |               | |
| 5     | Dylan Girdlestone  |           |               | |

### Mei
| Datum | Wedstrijd                   | Categorie | Winnaar        | Etappewinnaars |
| ----- | --------------------------- | --------- | -------------- | -------------- |
| 10    | Trophée Princier            | 1.2       | Adil Jelloul   |                |
| 11    | Trophée de l'Anniversaire   | 1.2       | Rafaâ Chtioui  |                |
| 12    | Trophée de la Maison Royale | 1.2       | Maher Hasnaoui |                |

### Oktober
| 1 | Yves Ngue Ngock |
| 2 | Dieunedort Simo |
| 3 | Issiaka Cissé   |
| 4 | Issiaka Cissé   |

| 1  | Issaka Kabré         |
| 2  | Florian Smits        |
| 3  | Issiaka Cissé        |
| 4  | Adil Barbari         |
| 5  | Abdelbasset Hannachi |
| 6  | Saidou Bamogo        |
| 7  | Bassirou Konté       |
| 8  | Adil Barbari         |
| 9  | Marcus Weinberg      |
| 10 | Abdelbasset Hannachi |

### November
| Datum   | Wedstrijd          | Categorie | Winnaar           | Etappewinnaars |
| ------- | ------------------ | --------- | ----------------- | --- |
| 17-24   | Ronde van Rwanda   | 2.2       | Dylan Girdlestone | \| Proloog \| Janvier Hadi \| \| 1 \| Jay Robert Thomson \| \| 2 \| Valens Ndayisenga \| \| 3 \| Louis Meintjes \| \| 4 \| Johann van Zyl \| \| 5 \| Azzedine Lagab \| \| 6 \| Metkel Eyob \| \| 7 \| Azzedine Lagab \| |
|         |                    |           |                   | |
| Proloog | Janvier Hadi       |           |                   | |
| 1       | Jay Robert Thomson |           |                   | |
| 2       | Valens Ndayisenga  |           |                   | |
| 3       | Louis Meintjes     |           |                   | |
| 4       | Johann van Zyl     |           |                   | |
| 5       | Azzedine Lagab     |           |                   | |
| 6       | Metkel Eyob        |           |                   | |
| 7       | Azzedine Lagab     |           |                   | |

## Eindstanden
Laatst bijgewerkt: 30 september 2013
| Rang | Renner             | Punten |
| ---- | ------------------ | ------ |
| 1    | Adil Jelloul       | 223    |
| 2    | Hichem Chaabane    | 143,67 |
| 3    | essaïd Abelouache  | 137    |
| 4    | Yohann Gene        | 130    |
| 5    | Rafaa Chtioui      | 127,67 |
| 6    | Mathieu Perget     | 124    |
| 7    | Jay Robert Thomson | 123    |
| 8    | Rasmane Ouedraogo  | 120,33 |
| 9    | Soufiane Haddi     | 119    |
| 10   | Reda Aadel         | 113    |

| Rang | Ploegen                              | Punten |
| ---- | ------------------------------------ | ------ |
| 1    | MTN-Qhubeka                          | 332,67 |
| 2    | Vélo Club Sovac                      | 291,68 |
| 3    | Team Europcar                        | 240,67 |
| 4    | Christina Watches-Onfone             | 234    |
| 5    | Groupement Sportif Petrolier Algerie | 225    |
| 6    | Torku Şekerspor                      | 134    |
| 7    | SP Tableware                         | 108    |
| 8    | Dukla Trenčín Trek                   | 80     |
| 9    | BDC-Marcpol Team                     | 55     |
| 10   | La Pomme Marseille                   | 45     |

| Rang | Land         | Punten |
| ---- | ------------ | ------ |
| 1    | Marokko      | 929    |
| 2    | Eritrea      | 826,54 |
| 3    | Algerije     | 500,01 |
| 4    | Zuid-Afrika  | 433    |
| 5    | Tunesië      | 288,68 |
| 6    | Burkina Faso | 248,32 |
| 7    | Ethiopië     | 147    |
| 8    | Rwanda       | 140,32 |
| 9    | Lesotho      | 140    |
| 10   | Zimbabwe     | 131    |

| Rang | Land        | Punten |
| ---- | ----------- | ------ |
| 1    | Eritrea     | 714,87 |
| 2    | Marokko     | 260    |
| 3    | Algerije    | 130,01 |
| 4    | Ethiopië    | 130    |
| 5    | Zuid-Afrika | 69     |
| 6    | Rwanda      | 60,33  |
| 7    | Lesotho     | 45     |
| 8    | Gabon       | 40     |
| 9    | Tunesië     | 40     |
| 10   | Ivoorkust   | 40     |